# Donn Alan Pennebaker

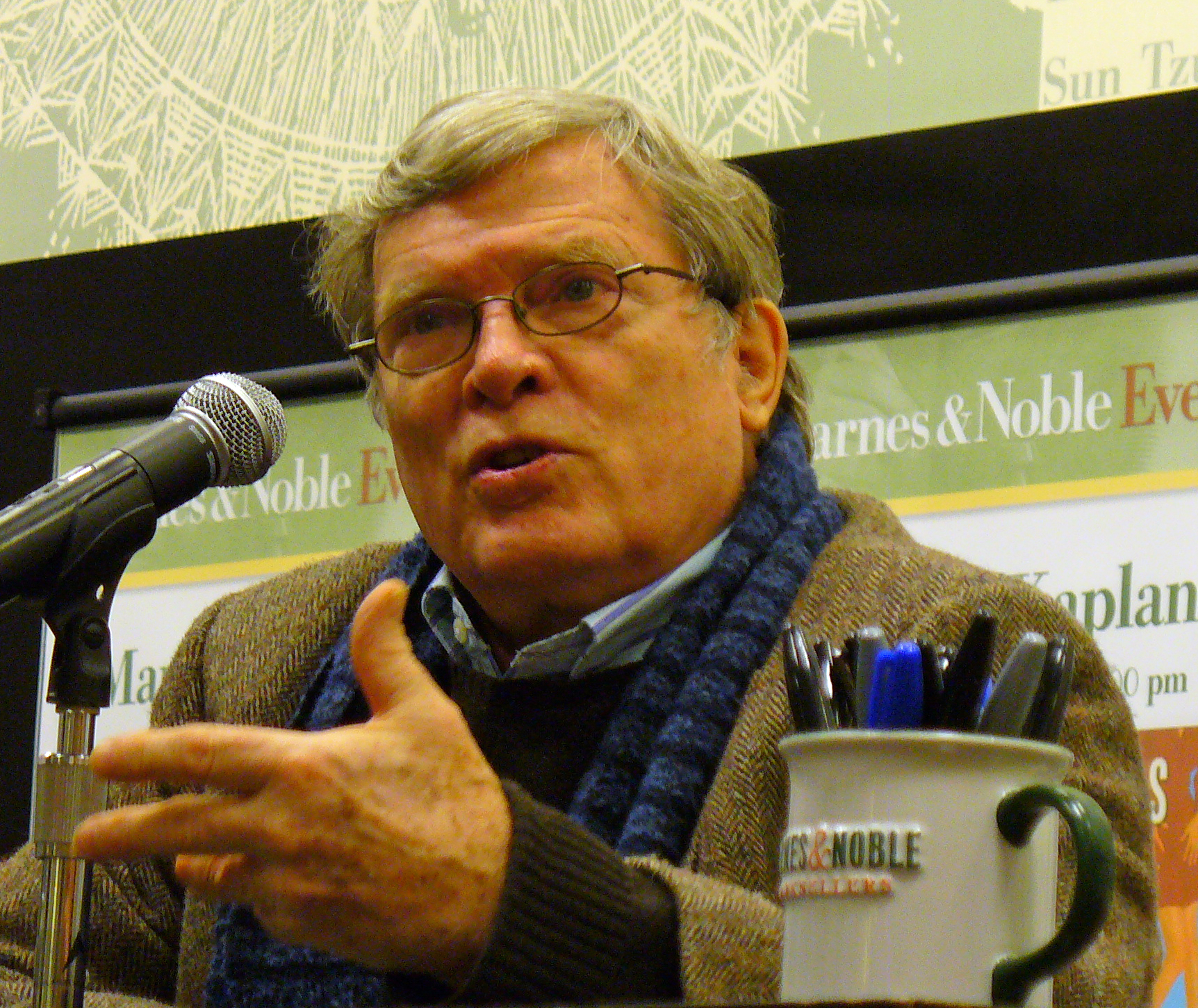
Donn Alan Pennebaker parlant de Dylan à New York.

Donn Alan Pennebaker (ou D. A. Pennebaker) est un cinéaste, écrivain et peintre américain né le 15 juillet 1925 à Evanston (Illinois) et mort le 1er août 2019 à Long Island.
Célèbre pour ses documentaires musicaux, Pennebaker fait preuve d'un véritable talent pour filmer les concerts, s'immisçant sur scène avec une caméra sachant retranscrire la fièvre d'un live allié à un sens du rythme indéniable comme en témoignent  Dont Look Back (1967), retraçant la tournée anglaise de Bob Dylan en 1965, Ziggy Stardust and the Spiders from Mars (1973) (historique du concert de David Bowie accompagnant la sortie de son légendaire album Ziggy Stardust), et 101 (1989) où la prestation live de Depeche Mode est filmée avec un dynamisme que leur configuration scénique ne pouvait présager (3 des 4 membres du groupe sont figés derrière leurs synthétiseurs).
Pennebaker a également réalisé un documentaire sur John DeLorean (DeLorean, 1981), Jimi Hendrix (Jimi Hendrix Live, 1989, artiste qu'il a souvent filmé sur scène), Woodstock (Woodstock Diary, 1994) et sur le festival de musique pop de Monterey, premier festival de rock (Monterey Pop, 1968).
Ses films sont autant de témoignages sur l'histoire du rock, tels Sweet Toronto/Keep On Rockin (1969) (avec Little Richard, Chuck Berry, Bo Diddley, John Lennon, Yoko Ono...), Jerry Lee Lewis: The Story of Rock & Roll (1991), The Music Tells You (1992).

## Biographie
Pennebaker (connu sous le nom de "Penny" pour ses amis) est né à Evanston, dans l'Illinois, fils de Lucille Levick (née Deemer) et de John Paul Pennebaker, photographe commercial. Pennebaker a servi dans la marine pendant la Seconde Guerre mondiale. Il a ensuite étudié l'ingénierie à Yale, puis a travaillé comme ingénieur, fondant Electronics Engineering (les fabricants du premier système informatisé de réservation de transport aérien) avant de commencer sa carrière dans le cinéma.

## Filmographie

### Réalisateur
- 1953 : Daybreak Express
- 1957 : Brussels Loops
- 1964 : Lambert, Hendricks & Co.
- 1965 : Hier Strauss
- 1967 : Dont Look Back
- 1968 : Monterey Pop
- 1969 : Keep on 'Rockin
- 1970 : Original Cast Album-Company
- 1972 : One P.M.
- 1973 : Ziggy Stardust and the Spiders from Mars
- 1977 : Energy War
- 1979 : Town Bloody Hall
- 1981 : DeLorean
- 1983 : Rockaby
- 1986 : Jimi Plays Monterey
- 1987 : Shake!: Otis at Monterey
- 1988 : Sweet Toronto/Keep On Rockin (vidéo)
- 1989 : 101
- 1989 : Jimi Hendrix Live
- 1991 : Jerry Lee Lewis: The Story of Rock & Roll (vidéo)
- 1992 : The Music Tells You
- 1993 : The War Room
- 1994 : Woodstock Diary (téléfilm)
- 1996 : Keine Zeit
- 1997 : Moon Over Broadway
- 1999 : Searching for Jimi Hendrix (téléfilm)
- 2000 : Down from the Mountain
- 2002 : Only the Strong Survive
- 2002 : Elaine Stritch: At Liberty (téléfilm)
- 2004 : Elaine Stritch at Liberty (téléfilm)
- 2006 : Assume the Position with Mr. Wuhl (téléfilm)
- 2009 : Kings of Pastry

### Directeur de la photographie
- 1953 : Daybreak Express
- 1960 : Yanki No!
- 1962 : Mr. Pearson
- 1967 : Dont Look Back
- 1968 : Au-dessus des lois (Beyond the Law)
- 1968 : Monterey Pop
- 1970 : Original Cast Album-Company
- 1970 : Maidstone
- 1972 : One P.M.
- 1979 : Town Bloody Hall
- 1983 : Rockaby
- 1986 : Jimi Plays Monterey
- 1992 : The Music Tells You
- 1993 : The War Room
- 1997 : Moon Over Broadway
- 1999 : Searching for Jimi Hendrix (TV)
- 2000 : Down from the Mountain
- 2002 : Only the Strong Survive
- 2004 : Elaine Stritch at Liberty (TV)

### Monteur
- 1953 : Daybreak Express
- 1967 : Dont Look Back
- 1972 : One P.M.
- 1983 : Rockaby
- 1986 : Jimi Plays Monterey
- 1987 : Dal polo all'equatore
- 1989 : 101
- 1993 : The War Room
- 1997 : Moon Over Broadway
- 1999 : Searching for Jimi Hendrix (TV)
- 2000 : Down from the Mountain
- 2002 : Only the Strong Survive

### Producteur
- 1969 : Keep on 'Rockin
- 1972 : One P.M.
- 1979 : Town Bloody Hall
- 1999 : Jimi Hendrix: Live at Woodstock (vidéo)
- 2001 : Startup.com
- 2003 : The Cutman

### Scénariste
- 1953 : Daybreak Express
- 1967 : Dont Look Back
- 1968 : Wild 90
- 1972 : One P.M.

### Acteur
- 1968 : Wild 90 : Al